# Freimettigen
Freimettigen es una comuna suiza del cantón de Berna, situada en el distrito administrativo de Berna-Mittelland. Limita al noreste y este con la comuna de Niederhünigen, al sureste con Linden, al sur con Oberdiessbach, al suroeste con Häutligen, y al noroeste con Konolfingen.
Hasta el 31 de diciembre de 2009 situada en el distrito de Konolfingen.

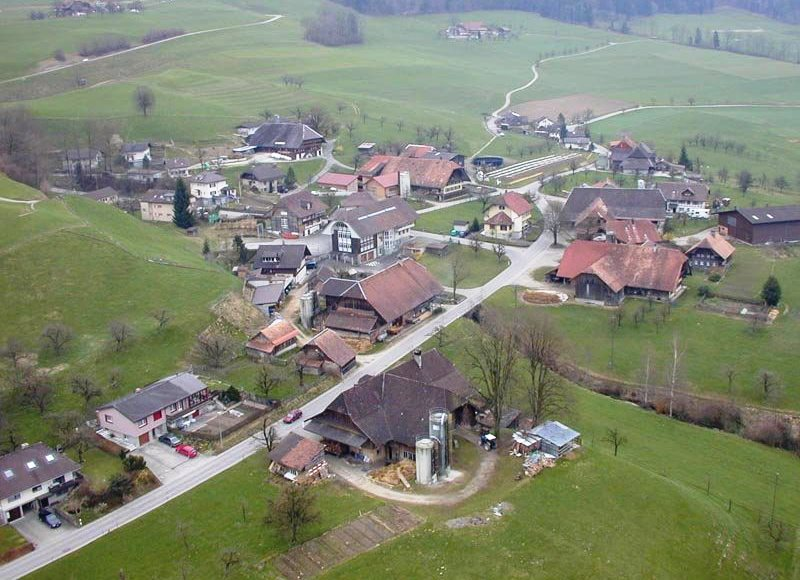
Vista aérea de Freimettigen.